# クロサワ (クレーター)
クロサワ (Kurosawa) は、水星のクレーター。南緯53.4度、西経21.8度に位置する。直径は159キロメートル。このクレーターの名前は1976年に国際天文学連合によって選定され、日本の尺八奏者である黒沢琴古にちなんで名づけられた。